# Pietro Capuano (zm. 1214)
Pietro Capuano, Piotr z Kapui (zm. 30 sierpnia 1214) – włoski teolog, filozof, kardynał, legat papieski w Polsce.

## Życiorys
Pochodził z Amalfi i został mianowany kardynałem w 1193 roku przez papieża Celestyna III. W 1195-96 był gubernatorem Benewentu i legatem w królestwie Sycylii. Pod koniec 1196 Celestyn III wysłał go z misją legacką do Czech i Polski. Do Polski przybył ponieważ Prócz domowych kłótni i klęsek, hańbiło się królestwo ostygłością religii a zepsutemi obyczajami duchowieństwa. Przeszła do Polski ta zaraza z dalszych krajów a mianowicie z Niemiec.  W 1197 nakazał w Polsce stosować kościelną formę zawierania małżeństwa oraz wprowadził celibat dla duchowieństwa. Do Rzymu powrócił na początku 1198 roku, gdzie w międzyczasie wybrany został nowy papież Innocenty III. Niedługo potem kardynał został przez niego wysłany do Francji w celu doprowadzenia do rozejmu francusko-angielskiego, który miał umożliwić udział możliwie dużej liczby wojsk z tych krajów w planowanej krucjacie. Misja zakończyła się zawarciem 5-letniego rozejmu. W 1202 roku wraz z kardynałem Soffredo został ustanowiony legatem papieskim przy wojskach IV krucjaty, nie zyskał jednak autorytetu wśród Wenecjan. Nie był obecny przy zdobyciu przez krzyżowców Konstantynopola, gdyż w pewnym momencie odłączył się od głównej armii i udał bezpośrednio do Lewantu, gdzie uczestniczył w rozwiązywaniu wielu lokalnych problemów, zarówno politycznych jak i kościelnych. Po upadku Konstantynopola wywiózł relikwie św. Andrzeja do rodzinnego miasta Amalfi. W 1211 wybrano go na patriarchę Konstantynopola jednak elekcja ta nie zyskała aprobaty papieża. Zmarł w Viterbo.